# Санніков Яків Федорович
Санніков Яків Федорович (рос. Санников, Яков Фёдорович 6 серпня 1844 — 10 січня 1908) — якутський купець II Гільдії, меценат, який зберіг традиції своїх предків та допомагав експедиціям Олександра Бунге, Едуарда Толля, Фрітьофа Нансена, онук промисловця Якова Саннікова-старшого, потомствений почесний інородець.

## Біографія
Яків Санніков-молодший народився 6 серпня 1844 року (за новим стилем) в Усть-Янські. Володів торговою фірмою, що мала філії в Якутську і Булуні. У заново відбудованому і частково відреставрованому районі Якутська-історичному центрі міста під назвою «Кружало», на місці старого двоповерхового будинку купця, стоїть його копія.
Мав одного сина і двох дочок. Дружина Анастасія Расторгуєва-дочка відомого вілюйського купця Миколи Расторгуєва. Молодша дочка Ірина Яківна народилася в селі Козачому. Стала дружиною якутського купця з Західно-Хангаласького улусу І. Т. Павлова. Їх старша дочка (внучка купця Санникова) Крилова Тетяна Іванівна — відомий фтизіатр, перша з якутських жінок доктор медичних наук, співзасновниця вищої медичної освіти в Якутії.
Яків Санніков помер у 1908 році, в селі Козачому. Похований на старому Булунському кладовищі.